# Chytonidia albiplaga
Chytonidia albiplaga là một loài bướm đêm trong họ Noctuidae.